# Future bass
Future bass è un termine generico per indicare un sottogenere di musica dance elettronica che prende influenze da vari stili di Wonky, e Dubstep.
Il genere è stato diffuso da produttori come Flume, Illenium, Lido e Cashmere Cat, e reso popolare a metà del 2010 da artisti come Louis the Child, Marshmello e Mura Masa . Il 2016 è visto come l'anno dove è iniziato il successo del genere.

## Storia
Il genere è stato lanciato dai produttorI scozzesi Hudson Mohawke e Rustie, grazie ai corrispettivi album: Butter e Glass Swords
Importanti esempi di Future Bass, che hanno contribuito a definire e divulgare il suono, sono Mirror Maru di Cashmere Cat e Holdin' On, di Flume.
I produttori successivi hanno avuto una maggiore influenza da dubstep, trap e altri stili EDM, allontanando ulteriormente il genere dalle sue origini Wonky.
Dopo il successo di Flume e del suo remix del brano You & Me dei Disclosure, nel 2014 il termine Future Bass è diventato popolare grazie ad etichette come Monstercat, ed altri canali EDM, che hanno diffuso l'uso del termine e promosso il genere, portando alla nascita di nuovi artisti da varie scene. Produttori come Lido, San Holo, Odesza, Whethan, Mura Masa, Louis the Child, KRANE e Sam Gellaitry hanno introdotto ulteriori sperimentazioni ed influenze da altri generi, per esempio elettropop, R&B contemporaneo, R&B alternativo, jersey club, house, downtempo, instrumental hip hop e melodic dubstep.
Quest'ultimo genere diede vita ad artisti che furono maggiormente associati alla Future Bass, in particolare Illenium e Said the Sky.
Sempre di più, la Future Bass divenne un'influenza primaria su molti artisti pop, aiutando il genere a raggiungere le classifiche grazie a brani più pop-friendly. Produttori come The Chainsmokers, Marshmello e Martin Garrix sono particolarmente popolari e di successo in questi anni.
Molti produttori precedentemente associati alla EDM dei primi della metà del 2010, come Skrillex e Diplo, hanno iniziato a produrre e incorporare influenze Future Bass nella loro musica, contribuendo ulteriormente al successo e alla diffusione del genere.

## Caratteristiche
Nonostante le tracce Future Bass possano spesso variare nello stile, alcune caratteristiche comuni includono linee di basso prominenti, percussioni tipiche della musica Trap, sintetizzatori pulsanti (spesso modulati con un filtro passa basso per creare un effetto traballante), Accordi di settima, arpeggi, campioni di voci modificati ed effetti sonori foley.

## Varianti
Dato che questo tipo di musica elettronica non è un vero e proprio genere, si lascia facilmente influenzare da diverse sonorità.
La Kawaii Future Bass è conosciuta per il suo mood kawaii e per una forte influenza da parte della cultura giapponese, si può considerare come una miscela di Future Bass con accordi jazz, campioni di videogiochi e campioni di anime. Viene molto popolarizzato da artisti come Snail's House e Shawn Wasabi.
Uno stile simile è noto come Neon, che prende spunto dalla musica wonky e jazz, (talvolta perfino da glitch, chiptune e shibuya kei) ed è legato a etichette come Night Owl Collective.
Sono emersi altri derivati come il Lovestep, che fu inizialmente una variante della musica dubstep alla fine degli anni 2000. Adesso il Lovestep viene definito come uno stile di Future Bass, dalle atmosfere dolci e sofisticate, influenzato dall'R&B contemporaneo.
Altro stile simile a quest'ultimo è Groove Bass, che è influenzato dalla nu-disco e dalla musica house.
Nonostante venga considerato un genere di EDM, la Future Bass raggiunge anche l'elettronica di ascolto.

## Artisti e produttori
- Alison Wonderland
- Cashmere Cat
- Conro
- Diplo
- Electric Mantis
- Ekali
- Flume
- Flux Pavilion
- Grandtheft
- Gryffin
- Hudson Mohawke
- Illenium
- James Blake
- Jauz
- Jo Cohen
- K-391
- Kasbo
- Krane
- Lido
- Louis the Child
- Luca Lush
- Madeon
- Marshmello
- Martin Garrix
- Medasin
- Mike Williams
- Mura Masa
- Nghtmre
- Odesza
- Petit Biscuit
- Porter Robinson
- R3hab
- RL Grime
- Rustie
- Said The Sky
- Shawn Wasabi
- San Holo
- Sex Whales
- Snail's House
- Slander
- Subsurface
- The Chainsmokers
- Vayo
- Wave Racer
- What So Not
- Whethan